# Romolo Onor
Romolo Onor (San Donà di Piave, 14 febbraio 1880 – Genale, 30 luglio 1918) è stato un agronomo italiano.

## Biografia
Nato a San Donà di Piave nel 1880, si iscrive alla Scuola Superiore di Agraria di Pisa nell'autunno del 1898 laureandosi nel 1902 con il massimo dei voti e lode. 
Allo scopo di attuare trasformazioni agricole ed economiche, nel 1910 il Governo Italiano gli affida l'incarico di consulente agrario in Somalia. A partire dal 1911, nella località di Caitoi, Onor esegue indagini sulle proprietà fondiarie della popolazione somala e dà avvio a una serie di esperimenti agricoli, introducendo nuove colture e tecniche di lavorazione.
Nonostante le gravi difficoltà legate all'aridità del terreno, al pericolo di parassiti e a problemi di ordine tecnico e organizzativo, nel 1912 Onor crea la Stazione Sperimentale Governativa di Genale, dove negli anni successivi compie sperimentazioni sulle nuove specie vegetali introdotte.
Morto a Genale nel 1918, viene sepolto nel cimitero italiano di Merca.

## Opere
- Il grano del Piave, Mariotti, Pisa, 1903
- Relazione sull'attività della cattedra ambulante di agricoltura per il circondario di Chiavari dal 9 novembre 1905 al 31 dicembre 1907, Devoto, Chiavari, 1908
- Dei prodotti coloniali in rapporto ai bisogni della madre patria e specialmente della coltura cotoniera nella Somalia Italiana, in Secondo congresso degli italiani all'estero, Istituto coloniale, Roma, 1911
- Appunti di agricoltura benadiriana: relazione, Bertero, Roma, 1913
- L'azienda agraria sperimentale governativa di Genale, Ramella, Firenze, 1914
- Esperimenti di bachicoltura in Somalia, Ramella, Firenze 1915
- L'agave sisalana, Ramella, Firenze 1916
- La Somalia Italiana: esame critico dei problemi di economia rurale e di politica economica della Colonia, Bocca, Torino, 1925